# Gran Premio motociclistico di Francia 2005
Il Gran Premio motociclistico di Francia 2005 è stato il quarto Gran Premio della stagione 2005 del motomondiale e ha visto vincere: la Yamaha di Valentino Rossi in MotoGP, Daniel Pedrosa nella classe 250 e Thomas Lüthi nella classe 125.
Per il pilota svizzero Lüthi si è trattato della prima vittoria nel motomondiale.

## MotoGP

### Arrivati al traguardo
| Pos. | Nº | Pilota                   | Squadra              | Motocicletta       | Giri | Tempo     | Griglia | Punti |
| ---- | -- | ------------------------ | -------------------- | ------------------ | ---- | --------- | ------- | ----- |
| 1    | 46 | Valentino Rossi          | Gauloises Yamaha     | Yamaha YZR-M1      | 28   | 44:12.223 | 1       | 25    |
| 2    | 15 | Sete Gibernau            | Movistar Honda       | Honda RC211V       | 28   | +0.382    | 4       | 20    |
| 3    | 5  | Colin Edwards            | Gauloises Yamaha     | Yamaha YZR-M1      | 28   | +5.711    | 2       | 16    |
| 4    | 33 | Marco Melandri           | Movistar Honda       | Honda RC211V       | 28   | +7.276    | 3       | 13    |
| 5    | 3  | Max Biaggi               | Repsol Honda         | Honda RC211V       | 28   | +7.703    | 8       | 11    |
| 6    | 69 | Nicky Hayden             | Repsol Honda         | Honda RC211V       | 28   | +21.770   | 5       | 10    |
| 7    | 65 | Loris Capirossi          | Ducati Marlboro      | Ducati Desmosedici | 28   | +24.664   | 10      | 9     |
| 8    | 56 | Shin'ya Nakano           | Kawasaki Racing      | Kawasaki ZX-RR     | 28   | +35.940   | 6       | 8     |
| 9    | 24 | Toni Elías               | Fortuna Yamaha       | Yamaha YZR-M1      | 28   | +38.062   | 12      | 7     |
| 10   | 12 | Troy Bayliss             | Camel Honda          | Honda RC211V       | 28   | +52.607   | 15      | 6     |
| 11   | 19 | Olivier Jacque           | Kawasaki Racing      | Kawasaki ZX-RR     | 28   | +53.302   | 13      | 5     |
| 12   | 11 | Rubén Xaus               | Fortuna Yamaha       | Yamaha YZR-M1      | 28   | +1:00.342 | 16      | 4     |
| 13   | 10 | Kenny Roberts Jr         | Suzuki MotoGP        | Suzuki GSV-R       | 28   | +1:00.514 | 14      | 3     |
| 14   | 16 | Jurgen van den Goorbergh | Konica Minolta Honda | Honda RC211V       | 28   | +1:17.993 | 19      | 2     |
| 15   | 44 | Roberto Rolfo            | D’Antin Pramac       | Ducati Desmosedici | 28   | +1:32.233 | 18      | 1     |
| 16   | 21 | John Hopkins             | Suzuki MotoGP        | Suzuki GSV-R       | 27   | +1 giro   | 7       |       |
| 17   | 27 | Franco Battaini          | Blata WCM            | Blata              | 27   | +1 giro   | 21      |       |

### Ritirati
| Nº | Pilota        | Squadra         | Motocicletta       | Giri | Griglia |
| -- | ------------- | --------------- | ------------------ | ---- | ------- |
| 4  | Alex Barros   | Camel Honda     | Honda RC211V       | 12   | 11      |
| 77 | James Ellison | Blata WCM       | Blata              | 2    | 20      |
| 7  | Carlos Checa  | Ducati Marlboro | Ducati Desmosedici | 0    | 9       |
| 67 | Shane Byrne   | Team Roberts    | Proton KR5         | 0    | 17      |

## Classe 250

### Arrivati al traguardo
| Pos. | Nº | Pilota            | Squadra                     | Motocicletta    | Giri | Tempo     | Griglia | Punti |
| ---- | -- | ----------------- | --------------------------- | --------------- | ---- | --------- | ------- | ----- |
| 1    | 1  | Daniel Pedrosa    | Telefonica Movistar Honda   | Honda RS 250 R  | 26   | 42:55.152 | 1       | 25    |
| 2    | 7  | Randy de Puniet   | Aprilia Aspar               | Aprilia RSV 250 | 26   | +0.251    | 6       | 20    |
| 3    | 34 | Andrea Dovizioso  | Team Scot                   | Honda RS 250 R  | 26   | +1.554    | 5       | 16    |
| 4    | 27 | Casey Stoner      | Carrera Sunglasses - LCR    | Aprilia RSV 250 | 26   | +4.230    | 2       | 13    |
| 5    | 48 | Jorge Lorenzo     | Fortuna Honda               | Honda RS 250 R  | 26   | +6.027    | 3       | 11    |
| 6    | 73 | Hiroshi Aoyama    | Telefonica Movistar Honda   | Honda RS 250 R  | 26   | +23.969   | 10      | 10    |
| 7    | 80 | Héctor Barberá    | Fortuna Honda               | Honda RS 250 R  | 26   | +30.667   | 9       | 9     |
| 8    | 6  | Alex Debón        | Wurth Honda BQR             | Honda RS 250 R  | 26   | +32.039   | 15      | 8     |
| 9    | 50 | Sylvain Guintoli  | Equipe GP de France - Scrab | Aprilia RSV 250 | 26   | +32.452   | 8       | 7     |
| 10   | 55 | Yūki Takahashi    | Team Scot                   | Honda RS 250 R  | 26   | +37.772   | 13      | 6     |
| 11   | 24 | Simone Corsi      | MS Aprilia Italia Corse     | Aprilia RSV 250 | 26   | +49.285   | 17      | 5     |
| 12   | 57 | Chaz Davies       | Aprilia Germany             | Aprilia RSV 250 | 26   | +49.509   | 11      | 4     |
| 13   | 25 | Alex Baldolini    | Campetella Racing           | Aprilia RSV 250 | 26   | +49.530   | 19      | 3     |
| 14   | 15 | Roberto Locatelli | Carrera Sunglasses - LCR    | Aprilia RSV 250 | 26   | +49.771   | 16      | 2     |
| 15   | 8  | Andrea Ballerini  | Abruzzo Racing              | Aprilia RSV 250 | 26   | +49.895   | 14      | 1     |
| 16   | 96 | Jakub Smrž        | Arie Molenaar Racing        | Honda RS 250 R  | 26   | +1:02.122 | 12      |       |
| 17   | 32 | Mirko Giansanti   | Matteoni Racing             | Aprilia RSV 250 | 26   | +1:02.612 | 18      |       |
| 18   | 14 | Anthony West      | Aprilia Germany             | Aprilia RSV 250 | 26   | +1:17.358 | 25      |       |
| 19   | 38 | Grégory Leblanc   | Equipe GP de France - Scrab | Aprilia RSV 250 | 26   | +1:17.502 | 22      |       |
| 20   | 63 | Erwan Nigon       | Zongshen Team of China      | Aprilia RSV 250 | 26   | +1:18.382 | 21      |       |
| 21   | 64 | Radomil Rous      | Wurth Honda BQR             | Honda RS 250 R  | 26   | +1:22.698 | 24      |       |
| 22   | 12 | Gábor Rizmayer    | Yamaha Kurz                 | Yamaha YZR 250  | 25   | +1 giro   | 26      |       |

### Ritirati
| Nº | Pilota          | Squadra                  | Motocicletta    | Giri | Griglia |
| -- | --------------- | ------------------------ | --------------- | ---- | ------- |
| 19 | Sebastián Porto | Aprilia Aspar            | Aprilia RSV 250 | 13   | 4       |
| 5  | Alex De Angelis | MS Aprilia Italia Corse  | Aprilia RSV 250 | 7    | 7       |
| 18 | Frederik Watz   | Yamaha Kurz              | Yamaha YZR 250  | 6    | 28      |
| 17 | Steve Jenkner   | Nocable.it Race          | Aprilia RSV 250 | 0    | 20      |
| 28 | Dirk Heidolf    | Kiefer-Bos-Castrol Honda | Honda RS 250 R  | 0    | 23      |

### Non partito
| Nº | Pilota        | Squadra           | Motocicletta    | Griglia |
| -- | ------------- | ----------------- | --------------- | ------- |
| 9  | Hugo Marchand | Campetella Racing | Aprilia RSV 250 | 27      |

### Non qualificati
| Nº | Pilota               | Squadra                  | Motocicletta    |
| -- | -------------------- | ------------------------ | --------------- |
| 21 | Arnaud Vincent       | Scuderia Fantic Motor GP | Fantic R250     |
| 65 | Samuel Aubry         | Racer Bike               | Honda RS 250 R  |
| 20 | Gabriele Ferro       | Scuderia Fantic Motor GP | Fantic R250     |
| 47 | Marc Antoine Scaccia | ASMV Scaccia             | Yamaha YZR 250  |
| 61 | Zheng Peng Li        | Zongshen Team of China   | Aprilia RSV 250 |

## Classe 125

### Arrivati al traguardo
| Pos. | Nº | Pilota            | Squadra                       | Motocicletta | Giri | Tempo     | Griglia | Punti |
| ---- | -- | ----------------- | ----------------------------- | ------------ | ---- | --------- | ------- | ----- |
| 1    | 12 | Thomas Lüthi      | Elit Grand Prix               | Honda        | 24   | 41:52.772 | 1       | 25    |
| 2    | 33 | Sergio Gadea      | Master Aspar                  | Aprilia      | 24   | +3.080    | 10      | 20    |
| 3    | 36 | Mika Kallio       | Red Bull KTM                  | KTM          | 24   | +3.263    | 2       | 16    |
| 4    | 63 | Mike Di Meglio    | Kopron Racing World           | Honda        | 24   | +4.237    | 9       | 13    |
| 5    | 58 | Marco Simoncelli  | Nocable.it Race               | Aprilia      | 24   | +4.311    | 5       | 11    |
| 6    | 14 | Gábor Talmácsi    | Red Bull KTM                  | KTM          | 24   | +4.882    | 4       | 10    |
| 7    | 22 | Pablo Nieto       | Caja Madrid - Derbi Racing    | Derbi        | 24   | +25.823   | 12      | 9     |
| 8    | 60 | Julián Simón      | Red Bull KTM                  | KTM          | 24   | +26.349   | 8       | 8     |
| 9    | 45 | Imre Tóth         | Road Racing Team Hungary      | Aprilia      | 24   | +31.611   | 19      | 7     |
| 10   | 54 | Manuel Poggiali   | Metis Racing                  | Gilera       | 24   | +32.853   | 15      | 6     |
| 11   | 8  | Lorenzo Zanetti   | Skilled I.S.P.A. Racing       | Aprilia      | 24   | +33.270   | 23      | 5     |
| 12   | 41 | Aleix Espargaró   | Seedorf RC3 - Tiempo Holidays | Honda        | 24   | +40.620   | 25      | 4     |
| 13   | 25 | Dario Giuseppetti | Semprucci Cardion Blauer      | Aprilia      | 24   | +43.477   | 27      | 3     |
| 14   | 43 | Manuel Hernández  | Totti Top Sport - NGS         | Aprilia      | 24   | +45.390   | 17      | 2     |
| 15   | 11 | Sandro Cortese    | Kiefer-Bos-Castrol Honda      | Honda        | 24   | +53.924   | 20      | 1     |
| 16   | 84 | Julián Miralles   | MVA Aspar                     | Aprilia      | 24   | +56.940   | 24      |       |
| 17   | 42 | Gioele Pellino    | Malaguti Reparto Corse        | Malaguti     | 24   | +1:01.388 | 40      |       |
| 18   | 88 | Matthieu Lussiana | Equipe de France Espoire      | Honda        | 24   | +1:07.555 | 33      |       |
| 19   | 10 | Federico Sandi    | Angaia Racing                 | Honda        | 24   | +1:07.750 | 30      |       |
| 20   | 35 | Raffaele De Rosa  | Matteoni Racing               | Aprilia      | 24   | +1:08.159 | 31      |       |
| 21   | 44 | Karel Abraham     | Semprucci Cardion Blauer      | Aprilia      | 24   | +1:09.907 | 38      |       |
| 22   | 18 | Nicolás Terol     | Caja Madrid - Derbi Racing    | Derbi        | 24   | +1:11.161 | 34      |       |
| 23   | 29 | Andrea Iannone    | Abruzzo Racing                | Aprilia      | 24   | +1:16.897 | 35      |       |
| 24   | 16 | Raymond Schouten  | Arie Molenaar Racing          | Honda        | 24   | +1:17.642 | 37      |       |

### Ritirati
| Nº | Pilota            | Squadra                       | Motocicletta | Giri | Griglia |
| -- | ----------------- | ----------------------------- | ------------ | ---- | ------- |
| 32 | Fabrizio Lai      | Kopron Racing World           | Honda        | 18   | 7       |
| 7  | Alexis Masbou     | Ajo Motorsport                | Honda        | 16   | 11      |
| 74 | Mathieu Gines     | Tecmas Balladins Racing       | Honda        | 16   | 32      |
| 71 | Tomoyoshi Koyama  | Ajo Motorsport                | Honda        | 15   | 14      |
| 89 | Jules Cluzel      | Teams RMS Bigstore            | Honda        | 15   | 26      |
| 28 | Jordi Carchano    | MVA Aspar                     | Aprilia      | 11   | 29      |
| 15 | Michele Pirro     | Malaguti Reparto Corse        | Malaguti     | 11   | 36      |
| 26 | Vincent Braillard | Road Racing Team Hungary      | Aprilia      | 11   | 28      |
| 90 | Alexis Michel     | Teams RMS Bigstore            | Honda        | 10   | 41      |
| 19 | Álvaro Bautista   | Seedorf RC3 - Tiempo Holidays | Honda        | 9    | 18      |
| 55 | Héctor Faubel     | Master Aspar                  | Aprilia      | 7    | 3       |
| 52 | Lukáš Pešek       | Metis Racing                  | Derbi        | 6    | 6       |
| 6  | Joan Olivé        | Nocable.it Race               | Aprilia      | 6    | 13      |
| 47 | Ángel Rodríguez   | LG Mobile Galicia             | Honda        | 4    | 22      |

### Non partiti
| Nº | Pilota             | Squadra               | Motocicletta | Griglia |
| -- | ------------------ | --------------------- | ------------ | ------- |
| 75 | Mattia Pasini      | Totti Top Sport - NGS | Aprilia      | 16      |
| 9  | Toshihisa Kuzuhara | Angaia Racing         | Honda        | 21      |
| 73 | Yannick Deschamps  | TVX Racing            | Honda        | 39      |